# Пизьма (приток Водлы)
Пизьма (Усть-Река) — река в России, протекает в Пудожском районе Республике Карелия.

## Бассейн
Река Пизьма вытекает из Салмозера, в которое впадает река Корба, имеющая приток — реку Верхнюю Корбу. Течёт на запад через елово-сосновые леса. Устье реки находится в 116 км по левому берегу реки Водлы. Длина реки составляет 12 км, площадь водосборного бассейна — 341 км².
Левый приток — Важручей.

### Озёра
В бассейне Пизьмы также находятся озёра:
- Пелусозеро
- Корбозеро (протекает река Корба)
- Сяргозеро
- Святое
- Салмозеро (исток Пизьмы)

## Данные водного реестра
По данным государственного водного реестра России относится к Балтийскому бассейновому округу, водохозяйственный участок реки — Водла, речной подбассейн реки — Свирь (включая реки бассейна Онежского озера). Относится к речному бассейну реки Нева (включая бассейны рек Онежского и Ладожского озера).
Код объекта в государственном водном реестре — 01040100412102000016661.